# 장하준
장하준(張夏準, 1963년 10월 7일 - )은 대한민국의 경제학자이자 영국 케임브리지대학교 경제학부 부교수(Reader)이다.
한성고등학교 졸업을 거쳐 서울대학교 경제학과를 학사 학위했으며, 개발경제학 전공으로 케임브리지대학교에서 경제학 석사와 박사를 마친 후 동 대학교에서 개발 정치경제학 강의를 하고 있다. 2002년 출판된 《사다리 걷어차기》를 비롯해, 2007년에 출간된 《나쁜 사마리아인들》등 경제 서적들을 출판한 바 있다. 2010년에는 《그들이 말하지 않는 23가지》를 발간하여 베스트셀러 1위에 오르는 인기를 얻었다.
장하준은 옥스팜의 일원으로서 세계 은행, 아시아 개발 은행, 유럽 투자 은행 등의 자문을 맡은 바 있다. 현재 워싱턴 D.C.에 있는 정치 경제학 연구 센터의 회원이다. 에콰도르의 대통령 라파엘 코레아의 경제 정책에 결정적인 영향을 준 것으로도 유명하다.

## 배경
장하준은 계획 경제와 시장경제의 절충안인 산업 정책 이론을 구체화시켰던 영국의 마르크스주의 경제학자인 로버트 로손(Robert Rowthorn) 아래서 연구하며 비주류 경제학 분야에 기여하기 시작했다. 이 분야에서 장하준은 그 자신이 제도주의적 정치경제학이라 부르는 경제학을 구체화하였다. 여기서 제도주의적 정치경제학은 경제사와 사회정치학적 요소들을 경제 상황의 진화에 있어 주된 요인으로 보는 경제학 이론을 말한다.

## 저서
장하준은 《사다리 걷어차기》(2003년도 뮈르달상 수상)에서 모든 선진국들은 더 부유해지기 위해 보호주의 정책을 사용했으면서 다른 나라들이 비슷한 보호주의를 도입하는 것은 막고 있다고 주장한다. 장하준은 이 책에서 세계 무역 기구, 세계 은행, 국제 통화 기금을 후진국들의 가난 극복을 방해하는 "사다리 걷어차기"의 주범으로 지목하며 이 책에서 강한 비판을 쏟아내고 있다. 이 책 및 다른 장하준의 저서들로 인해 장하준은 국제개발환경연구원(G-DAE)으로부터 2005년 바실리 레온티에프상을 수상했다. (이전 수상자들은 아마르티야 센, 존 케네스 갤브레이스, 헤르만 달리 등이 있다).
《사다리 걷어차기》에 이어 장하준은 2007년 12월 《나쁜 사마리아인들》(Bad Samaritans: Rich Nations, Poor Policies and the Threat to the Developing World)을 출간한다. 통제되지 않는 국제 거래(자유 시장 경제)는 경제를 개발하는데 있어 거의 성공하지 못했고, 보호주의 정책들보다 훨씬 나쁜 결과를 보였다고 주장했다. 그는 개발도상국의 GDP는 규제를 풀라는 압력이 있기 이전에 훨씬 더 빠르게 성장했다는 증거를 내세우며, 이를 확장해 사유화와 인플레이션 억제 정책을 통해 성장을 유도하려는 자유 시장 경제의 실패를 보여줬다. 이 책은 종종 규제되지 않은 자유 무역을 비판한 폴 발레리의 책 《나쁜 사마리아인: 제1세계 윤리와 제3세계 빚》(1990)과 혼동되기도 한다. 장하준의 책은 노벨 경제학상 수상자 조지프 스티글리츠의 찬사를 받았다고 한다.
- 2004년 사다리 걷어차기 ISBN 89-85989-69-3
- 2004년 개혁의 덫 ISBN 89-85989-71-5
- 2004년 주식회사 한국의 구조조정 무엇이 문제인가 ISBN 978-89-364-8527-6
- 2005년 쾌도난마 한국경제 ISBN 89-85989-83-9
- 2006년 국가의 역할 ISBN 978-89-6051-002-9
- 2007년 나쁜 사마리아인들 ISBN 978-89-6051-019-7
- 2007년 장하준, 한국경제 길을 말하다 ISBN 978-89-5940-086-7
- 2008년 다시 발전을 요구한다 ISBN 978-89-6051-033-3
- 2010년 그들이 말하지 않는 23가지 ISBN 978-89-6051-119-4
- 2011년 불량 사회와 그 적들(등저) ISBN 978-89-965171-2-2
- 2012년 무엇을 선택해야 하는가 ISBN 978-89-6051-212-2
- 2014년 장하준의 경제학 강의 ISBN 978-89-6051-406-5

## 한국 내 반응과 논란
노무현 대통령은 재임 중 《쾌도난마 한국경제》를 비서관들에게 추천했다고 한다. 장하준의 견해들은 신자유주의를 지지하는 이들로부터 반발을 불러일으키도 했으며, 저서 중 《나쁜 사마리아인들》은 이명박 정부에서 대한민국 국방부가 선정한 불온서적으로 지정되었다. 하지만 이 책은 대한민국 학술원 선정 우수 학술도서로 선정되며 좋은 평가를 받은 도서로써 불온도서 지정은 더 큰 관심을 불러 일으켰다.

## 가족 관계
- 장진섭 - 증조부
  - 장병상(張柄祥, 1899 ~ 1958) - 조부 (독립운동가. 상하이 임시정부 활동)
    - 장정식 - 백부 (전 전남대 의대 교수)
      - 장하종(張夏鍾, 1959 ~ ) - 사촌 (전 조선대 의대 교수)

    - 장충식(張忠植, 1929 ~ ) - 백부 (전 도의원, 한국닉스 대표이사)
      - 장하진(張夏眞, 1951 ~ ) - 사촌 (전 여성가족부 장관. 전 충남대 교수)
      - 장하성(張夏成, 1953 ~ ) - 사촌 (청와대 전 정책실장, 전 고려대 경영학과 교수)
      - 장하용 - 사촌 (사업가)
      - 장하경(張夏慶, 1957 ~ ) - 사촌 (광주대 교수)
      - 장하원(張夏元, 1959 ~ ) - 사촌 (옥스퍼드대 경제학 박사, 하나금융 경영연구소장, 전 열린우리당 정책실장)

    - 장영식(張榮植, 1932 ~ ) - 백부 (뉴욕대 교수, 전 한국전력 사장)
      - 장하상 -사촌 (보잉 이사)
      - 장진애 -사촌 (변호사)

    - 장재식(張在植, 1935 ~ ) - 친부
      - 장하준(張夏準, 1963 ~ ) - 본인 (케임브리지대 경제학 교수, 경제학자)
      - 장하석(張夏碩, 1967 ~ ) - 동생 (런던대 교수, 스탠포드대 과학철학 박사, 케임브리지대 과학철학 석좌교수, 러커토시 상 수상자)

## 수상 내역
- 2003년 유럽정치경제학회 뮈르달상
- 2005년 레온티에프상(최연소)
- 2099년 포니정 혁신상

## 같이 보기
- 자본주의
- 자본주의에 대한 비판
- 한강의 기적